# یکه‌بزن
یکه‌بزن فیلمی به کارگردانی و نویسندگی رضا صفایی و تهیه کنندگان ناصر مجدبیگدلی و رضا صفایی محصول سال ۱۳۴۶ است.
به تقلید از این اثر پس از انقلاب فیلم شارلاتان (فیلم ۱۳۸۳) ساخته شده‌است.

## داستان
دختری  پس از مرگ پدرش صاحب ثروت می‌شود. عموی دختر خواهان ثروت برادر خود از دختر می‌شود.......

## بازیگران
- رضا بیک ایمانوردی
- فرانک میرقهاری
- داریوش اسدزاده
- حسن رضایی
- مرتضی حدیقی
- فیروز
- ناصر جک لرد
- حسین اشراق
- مینا
- غلامرضا سرکوب
- محسن آراسته